# Le Faulq
Le Faulq é uma comuna francesa na região administrativa da Normandia, no departamento Calvados. Estende-se por uma área de 4,47 km². Em 2010 a comuna tinha 347 habitantes (densidade: 77,6 hab./km²).